# Universidad de las Islas Baleares
La Universidad de las Islas Baleares, UIB (en catalán: Universitat de les Illes Balears) es una universidad en la comunidad autónoma española de las Islas Baleares fundada en 1978. Está situada en Palma de Mallorca, en un campus a las afueras de la ciudad. En el año 2014 contaba con 13 892 alumnos matriculados, de los cuales el 59% eran mujeres.
La UIB forma parte de la CRUE Universidades Españolas, de la Red Vives de Universidades y del Grupo 9 de Universidades. Además ha firmado convenios de colaboración con la mayoría de universidades españolas y centros de investigación de Europa, América, África y Asia, participando en convenios de intercambio como los programas SICUE o Erasmus+.

## Historia

### Antecedentes

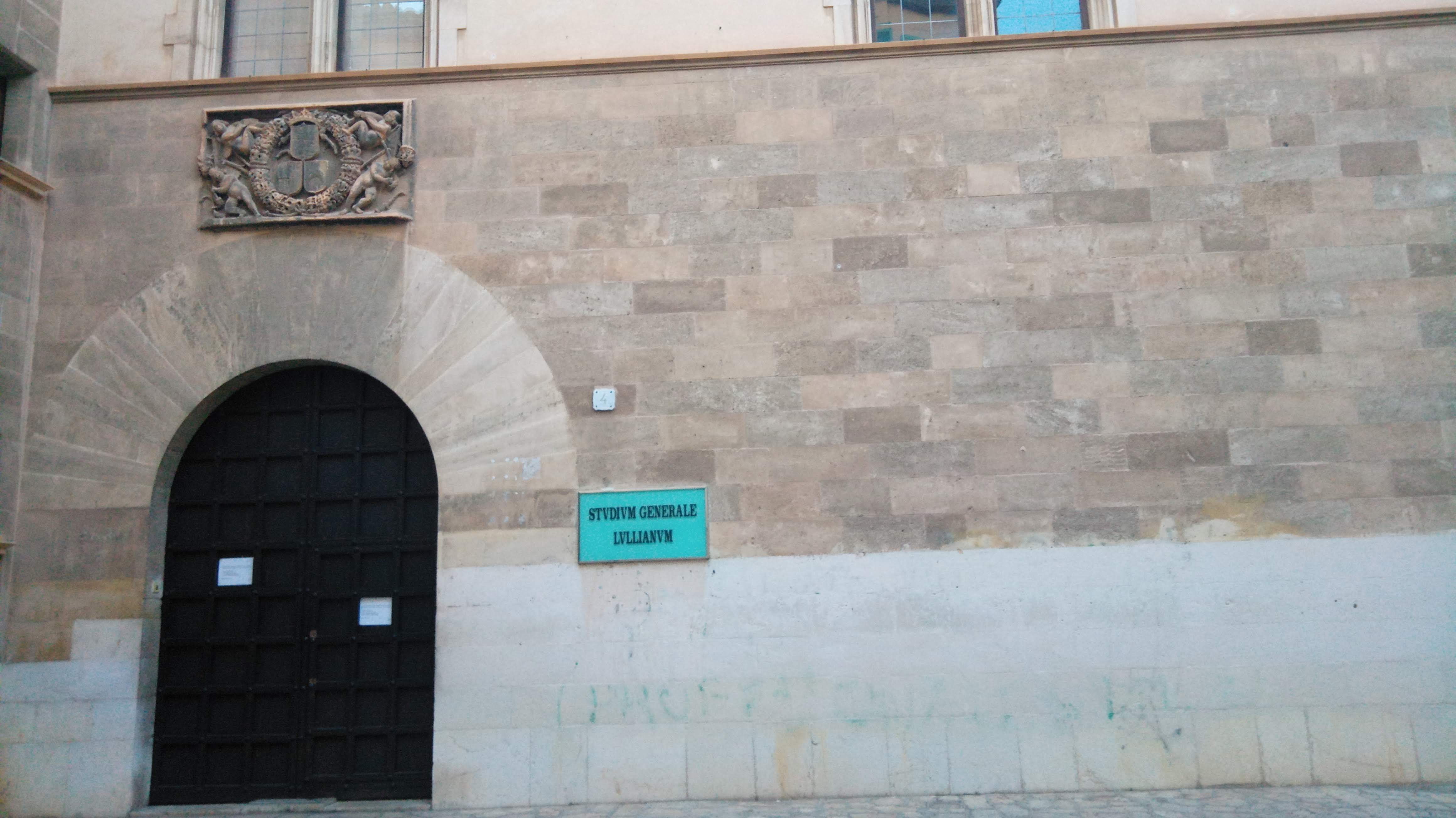
Edificio del Estudio General Luliano.

Para conocer los orígenes del establecimiento de un centro dedicado a la enseñanza superior en las Islas Baleares, nos hemos de remitir al año 1483, año en el que el rey Fernando II, el Católico autorizó la fundación del Estudio General Luliano en Palma de Mallorca bajo el amparo del estatuto de Córdoba. Este Estudio General, también conocido como Real y Pontificia Universidad Luliana y Literaria de Mallorca, tuvo el objetivo la investigación, la enseñanza y el fomento de la ciencia entre la sociedad mallorquina, juntamente con el estudio y la difusión de la obra, figura y pensamiento del beato Ramon Llull. Estuvo en funcionamiento hasta 1829, cuando, por orden de Fernando VII y después de un intenso debate entre el gobierno español y la sociedad mallorquina, finalmente se abolió.
A partir de ese momento, como las Islas Baleares no disponían de ninguna institución dedicada a la enseñanza superior, todos los alumnos que querían seguir los estudios superiores, tenían que trasladarse a Cervera (Lérida) primero y a Barcelona después.
En 1949, bajo los auspicios de la Universidad de Barcelona (UB), se refundó el Estudio General Luliano, que durante un tiempo ofreció cursos de filosofía y filología reconocidos por la UB. A continuación, en 1972 se crearon las dos primeras facultades modernas: la de ciencias (dependiente de la Universidad Autónoma de Barcelona) y la de filosofía y letras (dependiente de la Universidad de Barcelona). Las facultades se instalaron provisionalmente en Son Malherido y en el antiguo colegio de los Paüls de Palma de Mallorca respectivamente. Más tarde también se creó la facultad de derecho, que se situó en el Edifici Sa Riera. 

### Fundación y expansión
En 1978, las facultades mencionadas se segregaron de sus respectivas universidades y crearon, juntamente con la Escola Normal (de creación anterior), la Universidad de Palma.

Ante la falta de espacio para ampliar la universidad, en 1983 comenzaron las obras para un nuevo campus universitario en la carretera de Valldemosa, entre las antiguas posesiones de Ca's Jai y Son Lledó, en el término municipal de Palma de Mallorca. 

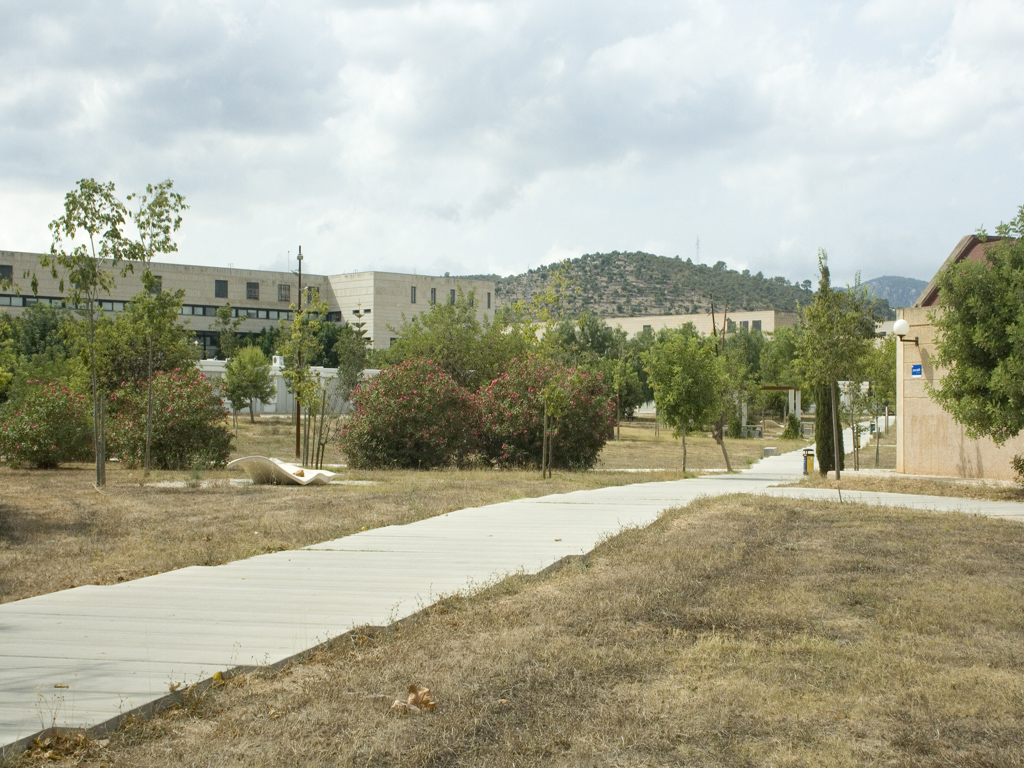
Jardines entre los edificios de las facultades del campus de Mallorca.

Aunque, esta decisión no estuvo exenta de polémica, ya que a mucha gente no le gustó la creación de un campus universitario rural a la americana para la nueva Universidad, ya que, la desvinculaba de la ciudad. Además, consideraban que construir el campus dentro del casco urbano de Palma de Mallorca, en concreto en el polígono de Levante, muy cerca de la ubicación original de la Facultad de Ciencias podría revitalizar una zona de Palma de Mallorca aún hoy degradada. 
Durante un largo periodo, la única manera de acceder al campus era por la carretera de Valldemosa en un vehículo particular o usando la línea 19 de la EMT desde Palma de Mallorca. Posteriormente se mejoraría la carretera, agilizando el tráfico proveniente de la capital, y se añadiría un carril para peatones y bicicletas.
En 1993 se completó el traslado de las facultades situadas en el casco urbano de Palma de Mallorca al campus y en 1997 se crearon las extensiones universitarias de Menorca e Ibiza, situadas en Alayor y la ciudad de Ibiza respectivamente.
En 1985 se aprobaron los Estatutos (que han sido modificados posteriormente) y se cambió la antigua denominación de Universidad de Palma por la actual de Universitat de les Illes Balears. En 1990 se creó la Escuela Oficial de Turismo, en 1992 la Facultad de Educación y en 2000 la Facultad de Psicología y la Escuela Politécnica Superior. Avel·lí Blasco, catedrático de derecho administrativo, fue rector de la UIB desde abril de 2003 hasta marzo de 2007. 

La Dra. Montserrat Casas, Catedrática de Física Atómica, Molecular y Nuclear, fue elegida rectora en marzo de 2007, tras obtener en la segunda vuelta de las elecciones el 59,45% de los votos frente al 40,55% que consiguió el Dr. Sergio Alonso, catedrático de Meteorología, miembro del equipo del rectorado anterior y antiguo colaborador del Ministerio de Educación.

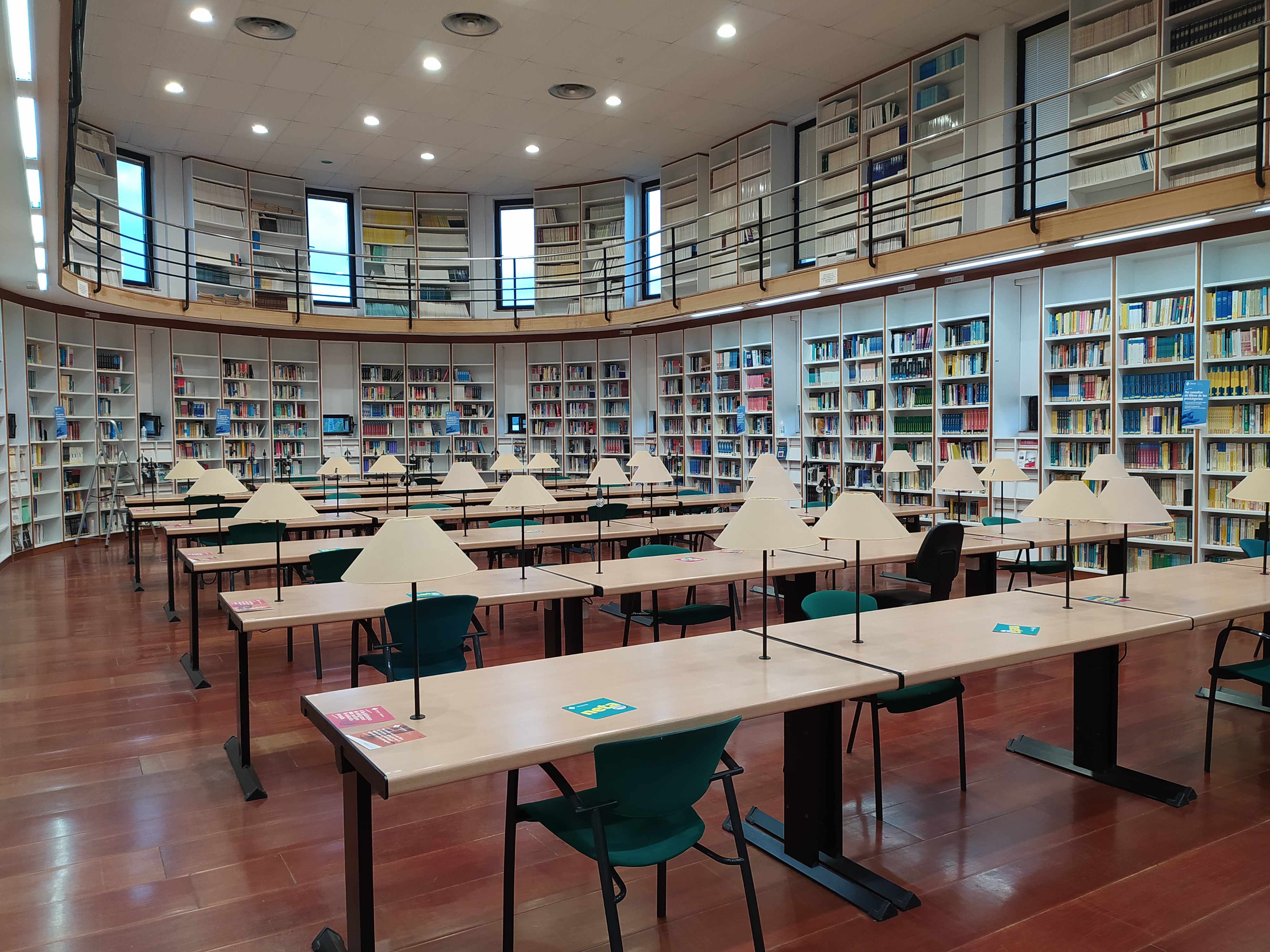
Biblioteca de l'edifici Anselm Turmeda de l'Escola Politécnica Superior.

Desde 1996 la Universidad depende del Gobierno de las Islas Baleares. En 2004, se inauguró el último edificio, el Edificio Gaspar Melchor de Jovellanos, actual sede de las facultades de economía y derecho. 
En 2008 fue celebrado el trigésimo aniversario de la fundación de la universidad.

### Metro de Palma-UIB
Con el objetivo de mejorar la movilidad y reducir el uso de vehículos particulares, en 2005 empezaron las obras para la creación de la primera línea de metro de Palma, la cual, une la ciudad con el recinto universitario. 

Esta línea se inauguró el 25 de abril de 2007, si bien las inundaciones del 27 de agosto y 23 de septiembre de ese mismo año aconsejaron su cierre hasta que los técnicos resolvieran los problemas estructurales. El Metro de Palma fue reabierto el 28 de julio de 2008. Durante todo ese periodo, el Gobierno Balear (PSOE) fue criticado por el PP, que exigía la inmediata reapertura por considerar que las inundaciones no eran demasiado graves.

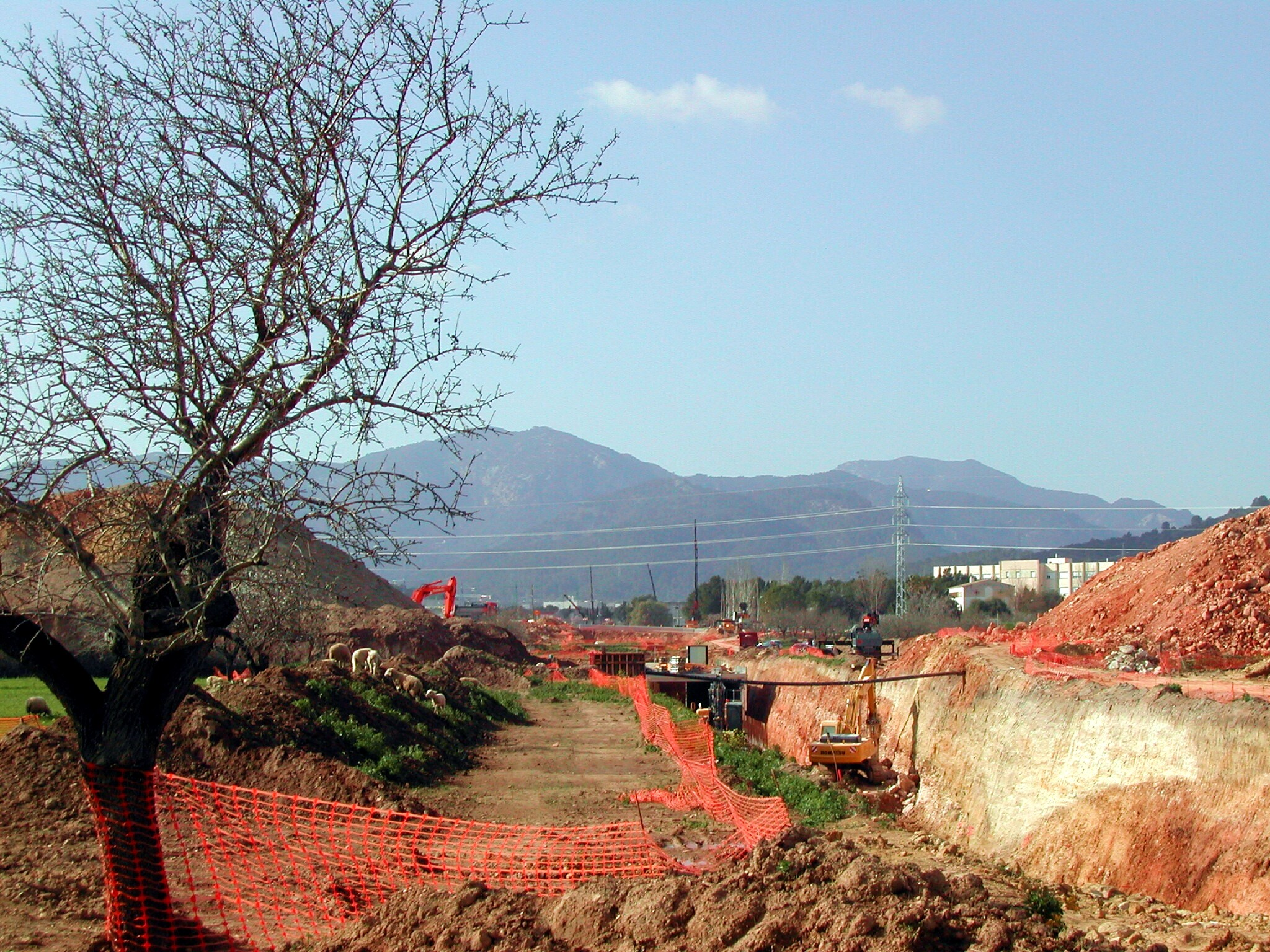
Obras del Metro de Palma (Plaza España - UIB)
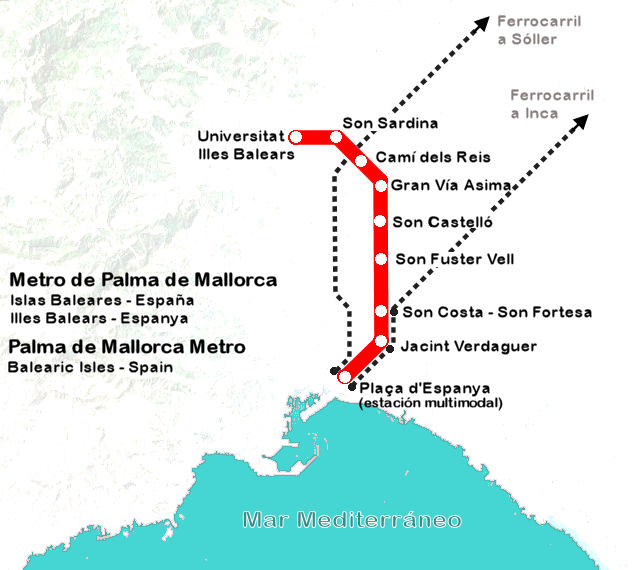
Recorrido de la línea 1 del Metro de Palma.
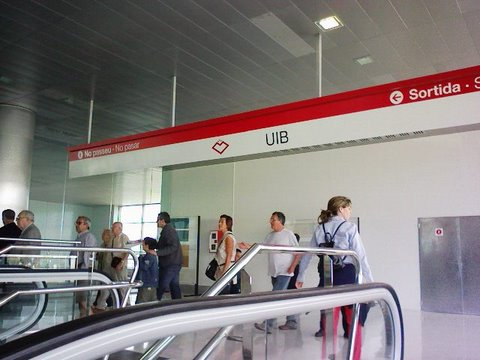
Estación del metro en la UIB.
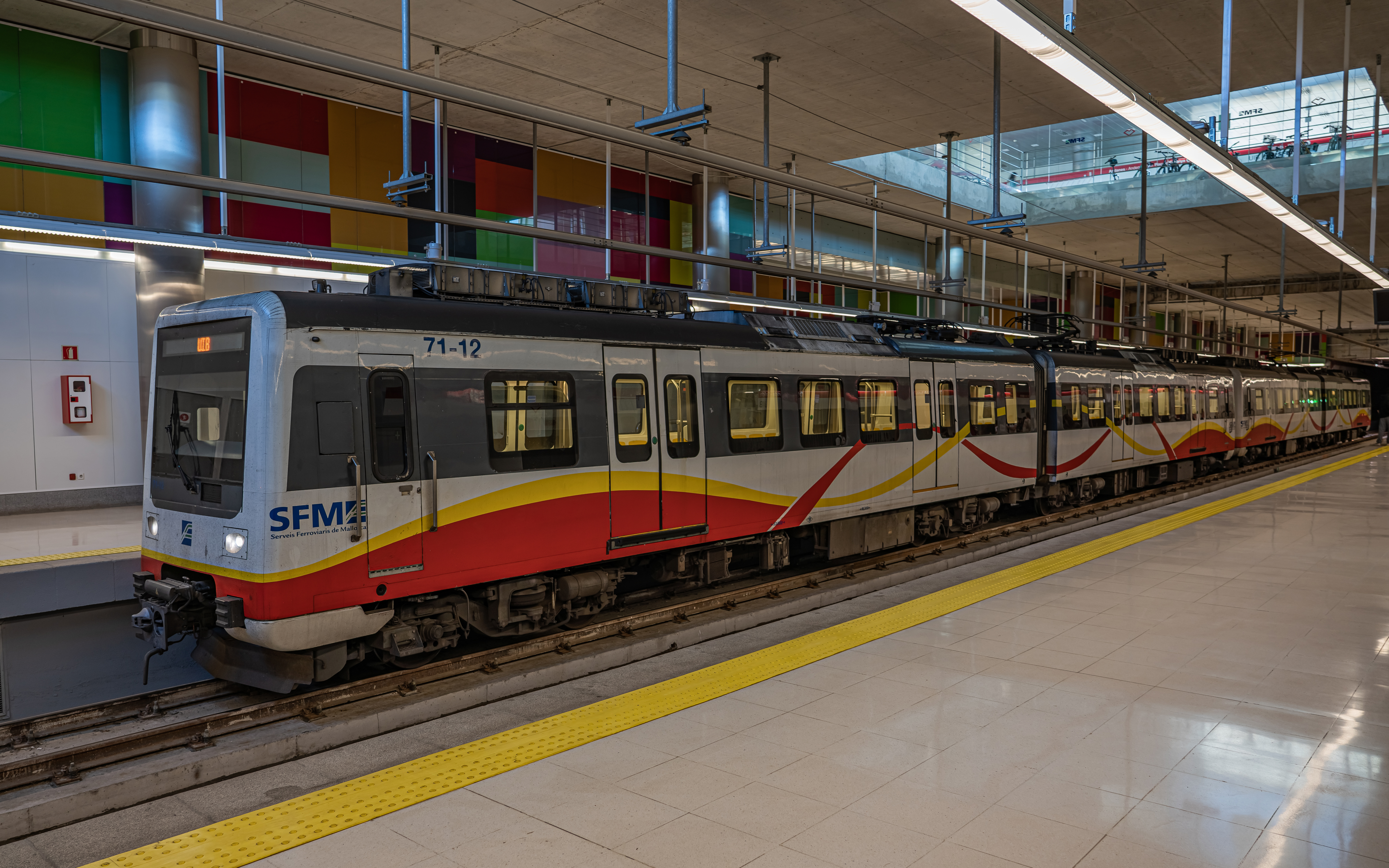
Metro en la UIB.

### Intento fallido de atentado terrorista
En octubre de 2012, un estudiante no universitario de electrónica de 21 años llamado Juan Manuel Morales Sierra fue detenido por la Policía Nacional, por intentar atentar contra la universidad mediante el uso de explosivos caseros. En total se intervinieron más de 140 kilos de sustancias explosivas y químicas que habían sido adquiridas por el joven a través de internet. La investigación policial, llamada "Columbainero", duró cinco meses, y comenzó a raíz de la publicación de unos comentarios en internet que hacían referencia a la matanza en el instituto de Columbine.

## Sedes

### Campus universitario de Mallorca

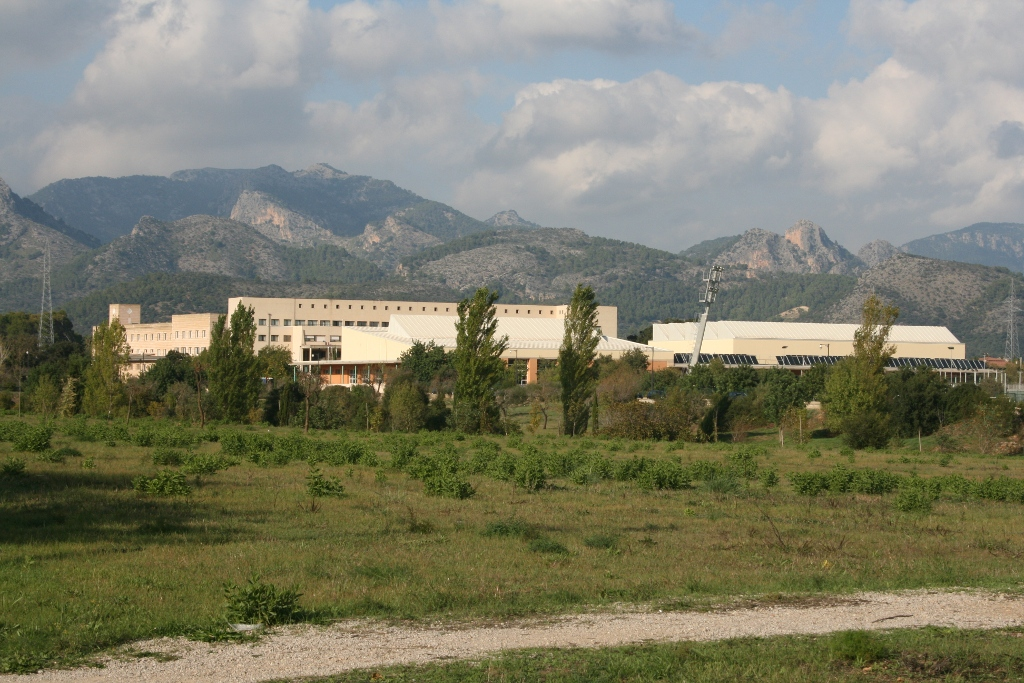
Vistas de las instalaciones deportivas del campus de Mallorca.

Desde el 1993, el campus de Mallorca está plenamente operativo donde se encuentran todos los servicios administrativos, facultades y los estudios que se impartían anteriormente en el casco urbano de Palma. Aun así, se mantiene uso del edificio de Sa Riera en el centro de Palma para actividades culturales, musicales y de investigación.   
En el campus podemos encontrar una residencia de estudiantes (Edificio Bartomeu Rosselló-Pòrcel) e instalaciones deportivas como piscina, campos de futbol, pistas de pádel o un polideportivo. Pese a esto, todavía no se considera acabado, ya que, faltarían construir una Biblioteca Central y una capilla multiconfesional. Por otro lado, actualmente se está trabajando por la recuperación de antiguas áreas naturales sitas al campus, que servirán de estudio por los alumnos de biología y como zonas verde para todo el campus, juntamente con la implantación de placas fotovoltaicas y puntos de recarga eléctrica, enmarcadas en la Estrategia de Sostenibilidad 2030.  

#### Facultades
Los distintos edificios del campus de las respectivas facultades están bautizados con nombres de personajes relevantes en la sociedad balear como por ejemplo Ramon Llull, Mateu Orfila, Guillem Colom, Anselm Turmeda, Beatriu de Pinós, Guillem Cifre de Colonya, Gaspar Melchor de Jovellanos o Archiduque Luis Salvador. Estas están divididas en departamentos dirigidas por un decano con autonomía propia. 
| Facultad                                                             | Grados | Másteres universitarios |
| -------------------------------------------------------------------- | --- | --- |
| Facultad de Ciencias Edificio Mateu Orfila Edificio Guillem Colom    | Biología Bioquímica Física Ingeniería Agroalimentaria y del Medio Rural Química                                                   | Biología de las plantas en condiciones mediterráneas Ciencia y Tecnología Química Ecología Marina Física Microbiología avanzada Nutrigenómica y Nutrición personalizada Química Orgánica Experimental e Industrial Química Teórica y Modelización Computacional Biotecnología, Genética y Biología Celular |
| Facultad de Derecho Edificio Gaspar Melchor de Jovellanos            | Derecho Relaciones laborales | Políticas de Igualdad y Prevención de la Violencia de Género Análisis, Planificación y Gestión de Áreas Litorales Práctica Jurídica Salud Laboral |
| Facultad de Economía y Empresa Edificio Gaspar Melchor de Jovellanos | Administración de Empresas Economía                                                                                               | Economía del Turismo y Medio Ambiente Contabilidad Gestión, Organización y Economía de la Empresa |
| Facultad de Educación Edificio Guillem Cifre de Colonya              | Educación Infantil Educación Primaria Educación Social Pedagogía                                                                  | Tecnología Educativa Educación Inclusiva Intervención Socioeducativa con Menores y Familia Primera Infancia Formación del Profesorado |
| Facultad de Psicología Edificio Guillem Cifre de Colonya             | Psicología | Gestión de Recursos Humanos |
| Facultad de Filosofía y Letras Edificio Ramon Llull                  | Estudios Ingleses Geografía Historia Historia del Arte Lengua y Literatura Catalanas Lengua y literatura Españolas Trabajo social | Lengua y Literatura Catalanas Cognición y Evolución Humana Filosofía Contemporánea Lenguas y Literaturas Modernas Patrimonio Cultural Gestión Cultural |
| Escuela Politécnica SuperiorEdificio Anselm Turmeda                  | Ingeniería de Edificación Ingeniería Electrónica Industrial y Automática Ingeniería informática Ingeniería telemática Matemáticas | Ingeniería Electrónica Tecnologías de la Información |
| Facultad de Enfermería y Fisioterapia Edificio Beatriu de Pinós      | Enfermería Fisioterapia | Ciencias Sociales Aplicadas a la Atención Sociosanitaria Ciencias Médicas y de la Salud Neurociencias Nutrición Humana y Calidad de los Alimentos |
| Escuela de Turismo Edificio Archiduque Luis Salvador                 | Turismo | Dirección y Planificación del Turismo |
| Facultad de Medicina Hospital Universitario Son Espases              | Medicina | |

#### Escuelas Universitarias
La UIB además cuenta con Escuelas Universitarias Adscritas, establecimientos privados que ofrecen titulaciones universitarias reconocidas por la Universidad de las Islas Baleares y, por lo tanto, con validez a todo España. Actualmente, son las siguientes:
- Escuela Universitaria ADEMA. Grados Universitarios en Odontología, Nutrición humana y dietética y Bellas Artes.
- Escuela Universitaria de Hosteleria de las Illes Balears (EHIB). Grados en Dirección Hotelera, Turismo y Alta Cocina.
- Escuela Universitaria de Turismo del Consejo Insular de Ibiza y Formentera. Estudios de Turismo.

Aunque, durante su historia también han estado adscritos otras como:
- Escuela Universitaria Alberta Giménez (CESAG). Estudios de Magisterio (todas las especialidades), Comunicación Audiovisual y Periodismo. Actualmente adscrita a la Universidad Pontificia de Comillas.
- Escuela Universitaria de Turismo Felipe Moreno. Estudios de Turismo. Actualmente adscrita a la Universidad de Nebrija.[8]
- Escuela Universitaria de Relaciones Laborales. Estudios de Relaciones laborales.

#### Institutos Universitarios

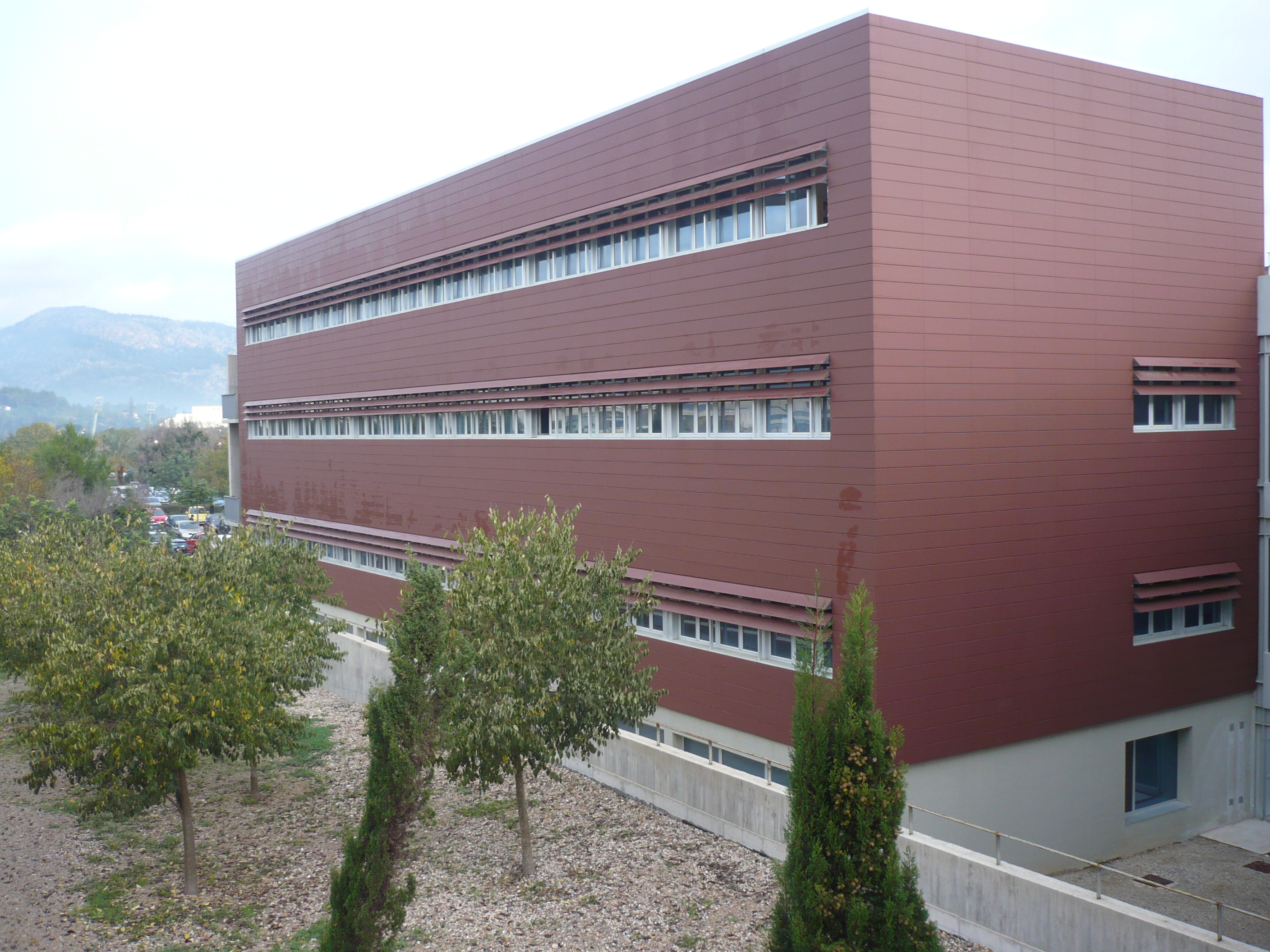
Edificio del IFISIC en el campus de Mallorca de la UIB.

- Instituto de Ciencias de la Educación (ICE): dedicado a la formación del profesorado.
- Instituto de Física Interdisciplinar y Sistemas Complejos (IFISC): mixto entre el CSIC y la UIB.
- Instituto Mediterráneo de Estudios Avanzados (IMEDEA): mixto entre el CSIC y la UIB.
- Instituto de Aplicaciones Computacionales de Código Comunitario (IAC3)
- Instituto de Estudios Hispánicos en la Modernidad (IEHM)
- Instituto de Investigación e Innovación Educativa  (IRIE)
- Instituto Universitario de Investigación en Ciencias de la Salud (IUNICS)
- Instituto de Investigaciones Agroambientales y de Economía del Agua (INAGEA)
- Instituto de Investigación en Inteligencia Artificial   (IAIB)

### Extensiones en Ibiza y Menorca
Por otro lado, la Universidad cuenta con dos sedes fuera del campus de Mallorca, una en Ibiza y Alayor (Menorca), donde se imparte la docencia mediante un sistema innovador que combina las videoconferencias con las clases presenciales. Actualmente en ellas se pueden cursar los grados de Administración y Dirección de Empresas, Derecho, Enfermería, educación y Turismo.

## Reconocimientos y clasificaciones

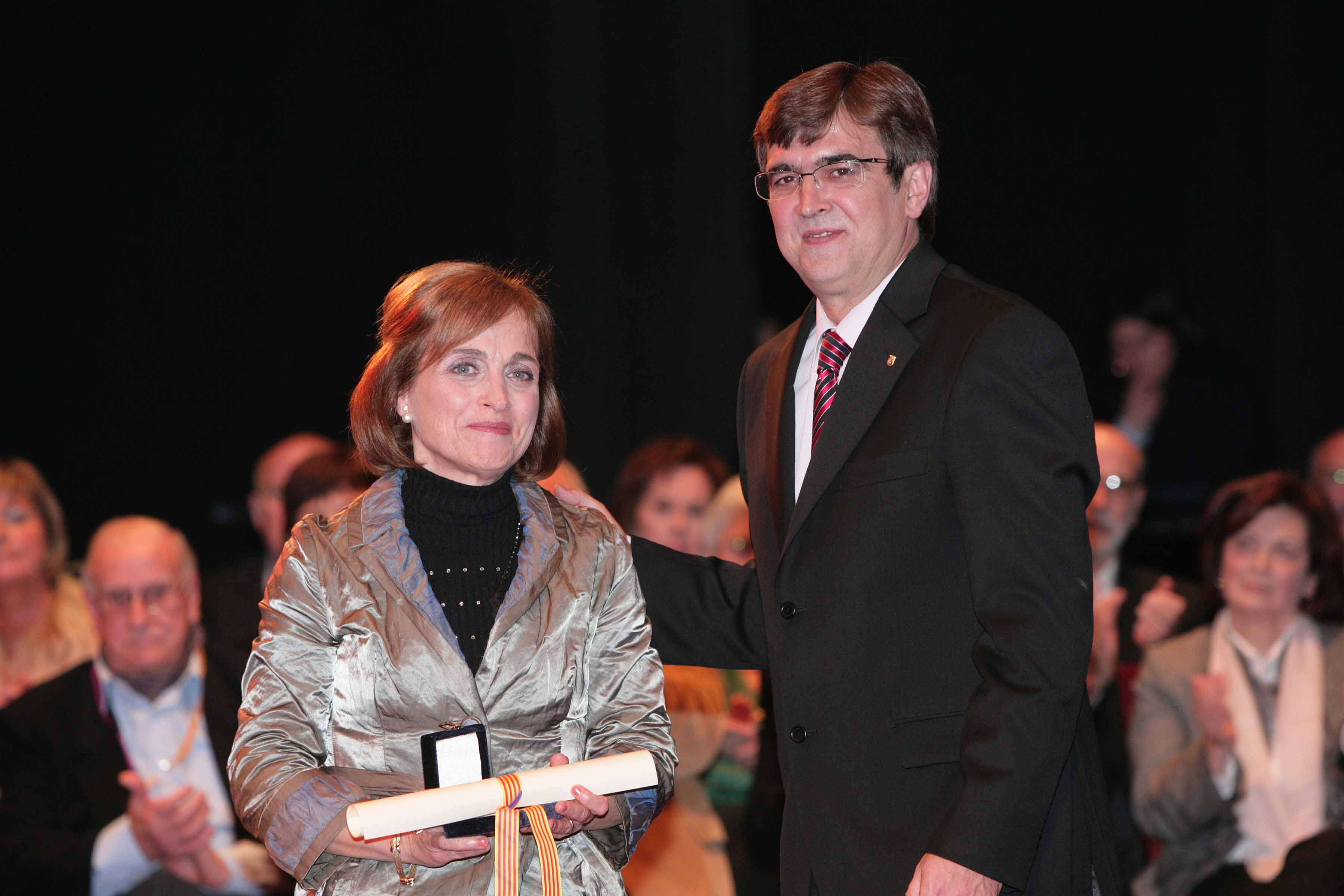
La rectora Montserrat Casas recibe la Medalla de Oro de la CAIB en nombre de la UIB a manos del presidente Francesc Antich.

- En 2009, la UIB es galardonada con la Medalla de Oro de las Islas Baleares, otorgada por el Gobierno de las Islas Baleares.
- En 2016 el Grupo de Relatividad i Gravitación de la UIB es galardonado con el Premio Jaume II, otorgada por el Consejo Insular de Mallorca.
- En 2017, el Grupo de Investigación en Estudios de Género de la UIB es galardonada con la Medalla de Honor y Gratitud de la Isla de Mallorca, otorgada por el Consejo Insular de Mallorca.[9]
- La Universitat de les Illes Balears apareció entre las 500 mejores universidades del mundo y en 11 posición dentro España según el ranking de Shanghái (ARWU) en la edición de 2019.
- La UIB entre las 150 mejores universidades de menos de 50 años del mundo según el ranking de Times Higher Education World University en la edición de 2019.[10]
- La Universitat de les Illes Balears en la horquilla de 601-700 mejores universidades del mundo, junto con otras como la Universidad Politécnica de Madrid, la Universidad de Santiago de Compostela o la Universidad Jaime I, según el ranking de Shanghái ( ARWU) en la edición de 2023.[11]
- La UIB entre las diez mejores universidades de España en Física y Fisiología Vegetal según el ranking Research.com en la edición de 2023. Además cita a los científicos Jaume Flexas y Sasha Husa como los más citados en la plataforma. [12]
- La Facultad de Medicina de la UIB se posiciona entre las quince universidades que han alcanzado el máximo porcentaje de éxito en el examen del MIR 2023-24.[13]
- En 2024, el Laboratorio Interdisciplinar sobre Cambio Climático (LINCC) de la UIB es galardonado con la Medalla de Oro de la Ciutat de Palma, otorgada por el Ayuntamiento de Palma.[14]

## Rectores de la UIB
- Antoni Ribera: 1981-1982
- Nadal Batle: 1982-1995
- Llorenç Huguet: 1995-2003
- Avelino Blasco: 2003-2007
- Montserrat Casas: 2007-2013
- Jaume Carot (interino): 2013
- Llorenç Huguet: 2013-2021
- Jaume Carot: 2021-Actualidad

## Antiguos Alumnos Ilustres
Debido a los menos de 50 años desde que se fundó la universidad, hay pocos antiguos alumnos que hayan tenido gran relevancia para la sociedad balear y española, ya que, durante los siglo XIX y XX, grandes figuras de la sociedad se tuvieron que trasladar a Barcelona, Valencia o Madrid para realizar sus estudios universitarios.
- Munar i Riutort (presidenta Consejo Insular de Mallorca), Dña. Maria Antonia (1955)
- Soler i Cladera (presidente Gobierno Balear), D. Cristòfol (1956)
- Antich Oliver (presidente Gobierno Balear), D. Francesc (1958-2025)
- Salom Coll (presidenta Consejo Insular de Mallorca), Dña. María (1967)
- Galmés Verger (presidente Consejo Insular de Mallorca), D. Llorenç (1983)